# Последние дни Сэйди на Земле
«Последние дни Сэйди на Земле» (англ. Sadie's Last Days on Earth) — канадский независимый фильм режиссёра Майкла Ситера с Морган Тэйлор Кэмпбелл в главной роли. Премьера состоялась 9 декабря 2016 года.
В фильме приняли участие несколько актёров из сериала «Деграсси: Следующее поколение»: Рикардо Хойос, Манро Чемберс, Пола Бранкати (снялась и выступила продюсером) и Лорен Коллинз (написала сценарий).

## Сюжет
Старшеклассница Сэйди Митчелл считает, что близится конец света. По её мнению, он настанет через две недели, и за это время ей необходимо овладеть навыками выживания. Сэйди никто не верит, даже собственные родители и лучшая подруга Бреннан. В то же время объявляется влюблённый в неё Джек, который разделяет её опасения.

## В ролях
| Актёр                  | Роль                          |
| ---------------------- | ----------------------------- |
| Морган Тэйлор Кэмпбелл | Сэйди Митчелл                 |
| Кларк Бако             | подруга Сэйди Бреннан         |
| Рикардо Хойос          | поклонник Сэйди Джек Диаз     |
| Манро Чемберс          | Тедди                         |
| Пола Бранкати          | Конни Никол                   |
| Питер Келеган          | отец Сэйди Роджер Митчелл     |
| Хелен Джой             | мать Сэйди Хоуп Митчелл       |
| Арт Хиндл              | школьный учитель мистер Скотт |
| Аманда Брюгел          | школьная учительница          |

## Отзывы
Фильм получил смешанные отзывы критиков. На сайте Rotten Tomatoes у фильма рейтинг 40%.

## Награды и номинации
| Год  | Премия     | Категория                                                  | Номинант               | Результат | Примечание |
| ---- | ---------- | ---------------------------------------------------------- | ---------------------- | --------- | ---------- |
| 2017 | Leo Awards | Лучшая роль в молодёжной или детской программе или сериале | Морган Тэйлор Кэмпбелл | Победа    | [ 4 ]      |